# Dulce y Agraz
Daniela Alejandra González Mella, (Concepción, 19 de agosto de 1998) conocida como Dulce y Agraz, es una cantautora chilena.
A los diecisiete, publicó su primer trabajo discográfico, y a fines de 2018 publicó  Trino, su primer álbum.
Ha participado en presentaciones en festivales de música como el Festival L.I.M.A. en Lima, Perú. Impulsar en Quito, Ecuador; en el Festival REC en su natal Concepción, y en los festivales Ruidosa Fest, y Colors Night Lights En 2019, fue uno de los números confirmados para el cancelado festival La Cumbre. Gracias a su álbum Trino, obtuvo cinco nominaciones a los Premios Índigo ese mismo año.

## Primeros años y vida personal
Nació en Concepción en 1998, luego se trasladó a Maipú. Su padre era bailarín y su madre era música, ella participó en diversos grupos de música folclórica como el grupo Chilhué, además ser directora de un conjunto llamado Rehue. En Maipú vivió hasta los 9 años, cuando regresa a vivir a Concepción. Entre los 12 y los 13 años aprendió a tocar el piano y escribió sus primeras canciones. A los 14 años forma parte de una banda llamada No te dispares a los pies y a pesar de publicat un EP en 2015, la banda termina disolviéndose.

## Carrera

### 2015-2016: Los primeros sencillos y EP homónimo
Siendo parte de la banda No te dispares a los pies, comienza a gestar su proyecto solista. Durante el año 2014 comienza a trabajar en su primer sencillo, El peso de mi pedal, estrenado el 19 de agosto de 2015, en el cumpleaños número 17 de Daniela y fue el adelanto de su EP Dulce y Agraz, el cual fue publicado el 25 de septiembre del mismo año, trabajo que contiene cinco canciones y que contó con la producción de Javier Barría. Este trabajo tuvo dos sencillos más: Descansar y Me reparto en ti. En noviembre, Daniela participa en el Festival L.I.M.A. en Perú.

### 2017-2018: Los sencillos Más, Ruido y el álbum Trino
Durante 2017, el sencillo Me reparto en ti se transformó una de las canciones más escuchada en Spotify en la Región del Biobío. Ese mismo año publica el sencillo Más y, al año siguiente, Ruido, los cuales estuvieron entre Los 50 más virales de Chile de Spotify en su semana de estreno.
Daniela participó en el festival Impulsar en Ecuador en marzo de 2017, en el festival REC en marzo de 2018 ante 50 mil espectadores en el Parque Bicentenario de Concepción, en el Ruidosa Fest en abril de ese mismo año y en octubre en Colors Night Lights, ambos eventos en Santiago.
En 2018, trasladó su residencia a Santiago. El 9 de noviembre, publicó su primer álbum, titulado Trino, cual su primer sencillo Súbitamente había sido presentado el 31 de agosto..
Este álbum fue producido por Cristián Dippel (ex Niño Cohete) y Juan Pablo Bello, grabado en Estudios Triana y en Estudios del Sur, contando con la colaboración de artistas como Princesa Alba, Natisú, Yorka, Kimi Burgos, Laurela y Martina Lluvias, entre otras. Trino fue bien recibido por la crítica, y apareció en diversas listas dentro de los mejores álbumes chilenos del 2018.
En 2024, emigró a México para impulsar su carrera musical en el extranjero.

## Discografía

### Solista

#### Álbumes
- Trino (2018)
- Albor (2022)

#### EP
- Dulce y Agraz (2015)
- La Piel (2020)
- Vida mía (2021)

#### Sencillos
- El peso de mi pedal (2015)
- Descansar (2016)
- Me reparto en ti (2016)
- Más (2017)
- Ruido (2018)
- Súbitamente (2018)
- Renacer (2018)
- No me alcanza (con Francisco Victoria) (2019)
- Ya no retoña (2019)
- La Piel (2020)
- Ay, Amor (2020)
- Clara (2022)

#### Colaboraciones
- Villa Olímpica (junto a despejado) (2020)
- A VECES (junto a Heartgaze) (2021)

### Con «No te dispares a los pies»

#### EP
- No te dispares a los pies (2015)

## Premios y nominaciones
| Año  | Premios        | Categoría                     | Trabajo                                                         | Resultado | Ref.                 |
| ---- | -------------- | ----------------------------- | --------------------------------------------------------------- | --------- | -------------------- |
| 2019 | Premios Índigo | Álbum Independiente del Año   | Trino                                                           | Nominada  | [ 19 ] [ 20 ] [ 31 ] |
| 2019 | Premios Índigo | Canción Independiente del Año | "No me alcanza" (feat. Francisco Victoria)                      | Nominada  | [ 19 ] [ 20 ] [ 31 ] |
| 2019 | Premios Índigo | Mejor Artista Independiente   | Ella misma                                                      | Nominada  | [ 19 ] [ 20 ] [ 31 ] |
| 2019 | Premios Índigo | Mejor Artista Revelación      | Ella misma                                                      | Nominada  | [ 19 ] [ 20 ] [ 31 ] |
| 2019 | Premios Índigo | Mejor Productor Musical       | Trino (para los productores Cristian Dippel y Juan Pablo Bello) | Ganadores | [ 19 ] [ 20 ] [ 31 ] |